# Богдан, Денис Валерьевич
Денис Валерьевич Бо́гдан (род. 13 октября 1996, Гродно, Беларусь) — российский и белорусский волейболист, доигровщик клуба московского «Динамо» и сборной России. Заслуженный мастер спорта России (2021).

## Биография
Начал заниматься волейболом в Гродно в Белоруссии под руководством Жанны Анатольевны Багаевой.
Молодёжную карьеру начал в «Факеле», в 2014 году стал победителем Молодёжной лиги, играя в одной команде с Егором Клюкой, Дмитрием Волковым, Ильёй Власовым и Иваном Яковлевым. Следующий сезон на правах аренды играл в Махачкале за «Дагестан».
С 2015 года находился в основном составе «Факела».
В сезоне 2019/20 начал часто выходить в основе вместо травмированных Клюки или Волкова, по итогу сезона став вторым бомбардиром «Факела» и получив приз лучшего игрока команды по мнению болельщиков. На вопрос об уходе Егора Клюки директор клуба Николай Капранов говорил, что «Богдан достойно его заменит». Игра доигровщика не была не замечена и Туомасом Саммелвуо, который впервые решил вызвать Дениса в состав национальный сборной на турнир в Казани, который, однако, не состоялся из-за пандемии.
В сезоне 2020/21 стал одиннадцатым бомбардиром Суперлиги, уступив одно очко Соколову. Также подав 50 эйсов вошел в пятерку лучших подающих чемпионата. По окончании сезона перешел в «Динамо».
Дебютировал за основную сборную России на Лиге наций 2021 в игре против сборной Нидерландов.
Стал серебряным призёром Летних Олимпийских играх в Токио, набрав 2 очка за весь турнир. После Олимпиады Денис получил вызов на сбор национальной команды для подготовки к Чемпионату Европы, однако из-за медицинских показаний был заменен на Павла Тетюхина.

## Достижения

### Со сборными
- Чемпион мира среди молодёжных команд U-21 (2015)
- Серебряный призёр молодёжного чемпионата мира U-23 (2017)
- Бронзовый призёр универсиады (2019)
- Серебряный призёр Олимпийских игр (2020).

### Клубные
- Чемпион России (2022)
- серебряный призёр Кубка вызова ЕКВ (2016)
- обладатель Кубка вызова EKB (2017)
- бронзовый призёр чемпионата России (2019)
- бронзовый призёр клубного чемпионата мира (2018)

### Индивидуальные награды
- лучший доигровщик чемпионата мира U-21 (2015)
- лучший подающий игрок чемпионата мира U-21 (2015)
- лучший доигровщик чемпионата мира U-23 (2017)

## Награды
- Медаль ордена «За заслуги перед Отечеством» I степени (11 августа 2021 года) — за большой вклад в развитие отечественного спорта, высокие спортивные достижения, волю к победе, стойкость и целеустремленность, проявленные на Играх XXXII Олимпиады 2020 года в городе Токио (Япония)[8].